# Angela Oduor Lungati
Angela Oduor Lungati ist eine kenianische IT-Expertin, Executive Director bei Ushahidi und Verfechterin von Open-Source-Software, sie wurde 2024 zur Vorsitzenden des Verwaltungsrats von Creative Common gewählt. Sie ist auch Mitbegründerin von AkiraChix, einer Organisation, die sich der Förderung von Frauen in der IT-Branche in Afrika verschrieben hat.

## Kindheit und Studium
Ihre Eltern sind beide Ingenieure. Ihr Vater hat sie schon als Kind mit Computern vertraut gemacht. Nach Abschluss der High School ging sie an die Strathmore University in Nairobi, wo sie den Diplomstudiengang in Wirtschaftsinformatik belegte. Den Bachelor-Abschluss in Wirtschaftsinformatik hat sie mit Auszeichnung abgeschlossen. 

## Ushahidi
Im dritten Studienjahr zwischen April und Juni 2010 hat sie ein Praktikum im iHub in Nairobi absolviert. In dieser Zeit lernte sie Linda Kamau kennen, mit der sie noch im Jahr 2010 AkiraChix gründete. Daneben engagierte sie sich als Freiwilliger in der Ushahidi-Community.
Im Jahr 2011 trat sie dann offiziell als Praktikantin in der Softwareentwicklung von Ushahidi ein und stieg bis zur Direktorin für Community-Engagement auf. In dieser Funktion leitete sie die Initiativen zur Nutzerbindung und zum Support von Ushahidi und unterstützte Nutzer in mehr als 160 Ländern. Im Jahr 2019 wurde sie zur Geschäftsführerin von Ushahidi ernannt.
Unter ihrer Führung wächst Ushahidi weiter in den Bereichen Krisenreaktion, Wahlbeobachtung und Datenerfassung an der Basis weltweit. 

## Akirachix
Im Jahr 2010 gründete sie gemeinsam mit Linda Kamau AkiraChix, eine gemeinnützige Organisation, die afrikanische Frauen dazu inspiriert, eine Tech-Karriere einzuschlagen. Die Organisation bietet Schulungen, Mentoring und Ressourcen für junge Frauen, insbesondere solche aus unterprivilegierten Verhältnissen, beispielsweise aus den Slums von Nairobi, um Fähigkeiten in der Softwareentwicklung zu erwerben.

## Arbeitsschwerpunkte
Sie tritt ein für digitale Inklusion, gemeinschaftsgetriebene Innovation und den Einsatz von Technologie für positive soziale Wirkungen. 
Das Hauptaugenmerk von Ushahidi liege darauf, normale Bürger in die Lage zu versetzen, Daten zu nutzen, um Probleme in ihren Gemeinden zu lösen. Das Ziel mit der Ushahidi-Plattform sei es, die Stimmen marginalisierter Gruppen und unterrepräsentierter Menschen zu erheben. Die Hypothese ist, dass Entscheidungen in der Regel an hohen Stellen getroffen werden, ohne zu wissen oder zu berücksichtigen, was gewöhnliche Menschen erleben. Aus diesem Grund wurde die Ushahidi-Plattform entwickelt, um die Meinungen dieser normalen Menschen als Datenquelle zu nutzen. Dies soll eine datengesteuerte Entscheidungsfindung ermöglichen, bei der Daten verwendet werden, die weitgehend repräsentativ für die Bedürfnisse der Menschen vor Ort sind.
Ushahidi betont drei Hauptbereiche mit sozialer Wirkung: 
1. humanitäre Hilfe und Katastrophenhilfe,
2. Schutz der Menschenrechte und
3. verantwortungsvolle Staatsführung.

Ushahidi ist nicht auf diese drei beschränkt, aber dies sind laut Lungati die primären Ziele.
Sie verwenden Daten auch, um sicherzustellen, dass die Stimmen unterrepräsentierter Gruppen gehört werden und dass die Entscheidungen, die über sie getroffen werden, repräsentativ für ihre geäußerten Bedürfnisse sind.

## Künstliche Intelligenz
Auch in Kenia ist Künstliche Intelligenz inzwischen zugänglich und weit verbreitet. Lungati dazu: Wir müssen sicherstellen, dass die Zukunft der KI verantwortungsvoll, vertrauenswürdig, inklusiv und auf die Menschenwürde ausgerichtet ist. KI hat eine transformative Wirkung im Gesundheitswesen, in der Bildung, in der Landwirtschaft und auch in der Förderung von Kreativität, indem es den Menschen einfacher und schneller gemacht wird, ihre Ideen umzusetzen. Zu diesem Thema diskutiert sie auch bei hochrangigen Podiumsdiskussionen mit Experten aus aller Welt.
Das Institute for Ethics in AI hat am 22. Januar 2025 in Davos eine Podiumsdiskussion zum Thema KI in einer demokratischen Gesellschaft  veranstaltet. Unter dem Vorsitz von Professor John Tasioulas, Direktor des Instituts, untersuchten die Teilnehmer den wachsenden Einfluss von KI auf Demokratie, Regierungsführung und öffentliches Vertrauen.
An der Podiumsdiskussion nahmen neben Angela Oduor Lungati Caroline Emmer De Albuquerque Green (Forschungsdirektorin am Institute for Ethics in AI an der University of Oxford), Audrey Tang (Cyber Ambassador-at-Large, Taiwan), und Brendan McCord (Gründer, Cosmos Institute) teil. In dem Gespräch ging es um die Frage, ob KI eine Kraft für die demokratische Erneuerung ist und eine inklusivere und partizipativere Regierungsführung ermöglicht, oder ob sie die Gefahr birgt, die Polarisierung zu vertiefen, die Macht der Konzerne zu festigen und die menschliche Handlungsfähigkeit zu untergraben.